# Qntal
Qntal (произносится [к(у)нтАл]) — немецкая дарквейв-группа. Особенность группы — соединение средневековых текстов на латинском, старонемецком, старофранцузском, древнеанглийском и прочих языках с современной экспериментальной электронной и поп-музыкой.

## История
Группа основана в 1991 году музыкантами Михаэлем Поппом и Эрнстом Хорном. Вскоре к ним присоединилась вокалистка Зигрид Хаузен, работавшая с Поппом в исполняющем средневековую музыку ансамбле Estampie.
После записи двух альбомов — Qntal I (1991) и Qntal II (1995) — Эрнст Хорн покинул группу и сосредоточился на своём основном проекте Deine Lakaien, а затем основал схожий с Qntal по стилистике проект Helium Vola.
После связанного с уходом Хорна восьмилетнего перерыва, группа выпустила в 2003 году третий альбом Qntal III. Для его записи был приглашён клавишник Фил Грот, ставший полноценным участником проекта. В основу концепции альбома Qntal III была заложена средневековая легенда о Тристане и Изольде.
В 2005 году группа выпустила четвёртый альбом, Qntal IV — Ozymandias, вдохновлённый стихотворением Перси Биши Шелли «Озимандия».
Пятый альбом, Qntal V — Silver Swan (2006), записан в манере, гораздо более приближённой к средневековой европейской музыке, нежели предыдущие альбомы группы. Использование электронных семплов в нём минимально. Дизайнером обложки альбома является фэнтези-иллюстратор Брайан Фрауд.
29 февраля 2008 года вышел альбом коллектива — Qntal VI — Translucida, посвящённый миру фей.
21 ноября 2014 года — выход альбома Qntal VII.

## Название
Слово qntal придумала Зигрид Хаузен. В нём намеренно пропущена буква u, обычно используемая в диграфе с q. Хаузен произносит название группы на концертах без звука [u].

## Музыканты
- Зигрид Хаузен (нем. Sigrid «Syrah» Hausen) — вокал
- Михаэль Попп (нем. Michael Popp) — вокал, старинные инструменты
- Филипп Грот (нем. Philipp «Fil» Groth) — клавишные, вокал, гитары, программирование
- Сара Ньюман (нем. Sarah «Mariko» Newman) — скрипка, бэк-вокал (с 2010 г.)
- Маркус Кёстнер (нем. Markus Köstner) — ударные (с 2005 г, только на концертах)
- Эрнст Хорн (нем. Ernst Horn): Qntal I, Qntal II

## Дискография

### Альбомы
- Qntal I (1992)
- Qntal II (1995)
- Qntal III – Tristan und Isolde (2003)
- Qntal IV – Ozymandias (2005)
- Qntal V – Silver Swan (2006)
- Qntal VI – Translucida (2008)
- Purpurea (сборник лучших вещей и ремиксов на 2 CD) (2008)
- Qntal VII (2014)
- Qntal VIII – Nachblume (2018)

### Синглы и мини-альбомы
- «O, Tristan» (2003)
- «Nihil» (2003)
- «Illuminate» (выпущенный в США мини-альбом, включающий синглы «Nihil» и «O, Tristan») (2003)
- «Cupido» (2005)
- «Von den Elben» (2006)
- The Eternal Afflict feats Qntal — San Diego 2K9 (Lumographic) Agony (2009)

### DVD
- Live